# 鼓楼大街站
鼓楼大街站是一个位于中国北京市西城区德胜街道、什刹海街道与东城区安定门街道、和平里街道交界北二环路、安定门西大街、德胜门东大街、旧鼓楼大街、旧鼓楼外大街交叉口鼓楼桥下方，属于北京地铁2号线和8号线的地铁换乘站。因位于旧鼓楼大街北侧而得名。2号线车站随着北京地下铁道二期工程于1984年9月20日通车投入运营；而8号线车站随着8号线二期工程南段于2012年12月30日投入运营。

## 位置
鼓楼大街站位于安定門西大街－德勝門東大街（二环路，东西向）、旧鼓楼大街－旧鼓樓外大街（南北向）交汇的鼓楼桥，2号线车站位于鼓楼桥下交叉口路地下呈东西向布置，8号线位于交叉口路南部沿旧鼓楼大街呈南北向布置。 既有2号线鼓楼大街站与新建8号线鼓楼大街站呈“T”形设置。

## 结构
两线车站均为地下站。2号线车站为北京地铁二期工程车站，为地下二层岛式站台车站。8号线车站为地下三层岛式站台车站，采用明挖顺筑法施工，盾构隧洞下穿既有的2号线鼓楼大街站是北京地铁施工首次尝试以盾构方式下穿既有车站，车站总长164.4米，埋深28米，隧洞洞顶与既有2号线车站的底板相距2.5米。
由于既有2号线车站为端厅形式，站厅面积较小，为换乘客流提供缓冲空间，减小对既有2号线车站的影响，鼓楼大街站采用地下换乘厅的形式换乘，8号线车站东北、西北两侧位于地下一层各有一个换乘大厅，实现换乘以及进、出站功能，乘客从8号线站厅经换乘通道到达与2号线站厅平行的换乘大厅，换乘距离不超过150米。
| 地面层                  | 出入口                | A–H出入口                        |
| 地下一层 2、8号线站厅层 | 站厅                  | 票务服务、自动售票机、一卡通充值 |
| 地下二层 2号线站台层    |                       | 2号线外環（积水潭）              |
| 地下二层 2号线站台层    | 岛式站台，左側開门    |                                  |
| 地下二层 2号线站台层    | 2号线內環（安定门）   |                                  |
| 地下三层 8号线站台层    |                       | 8号线往朱辛庄（安德里北街）      |
| 地下三层 8号线站台层    | 岛式站台，左側開门    |                                  |
| 地下三层 8号线站台层    | 8号线往瀛海（什刹海） |                                  |

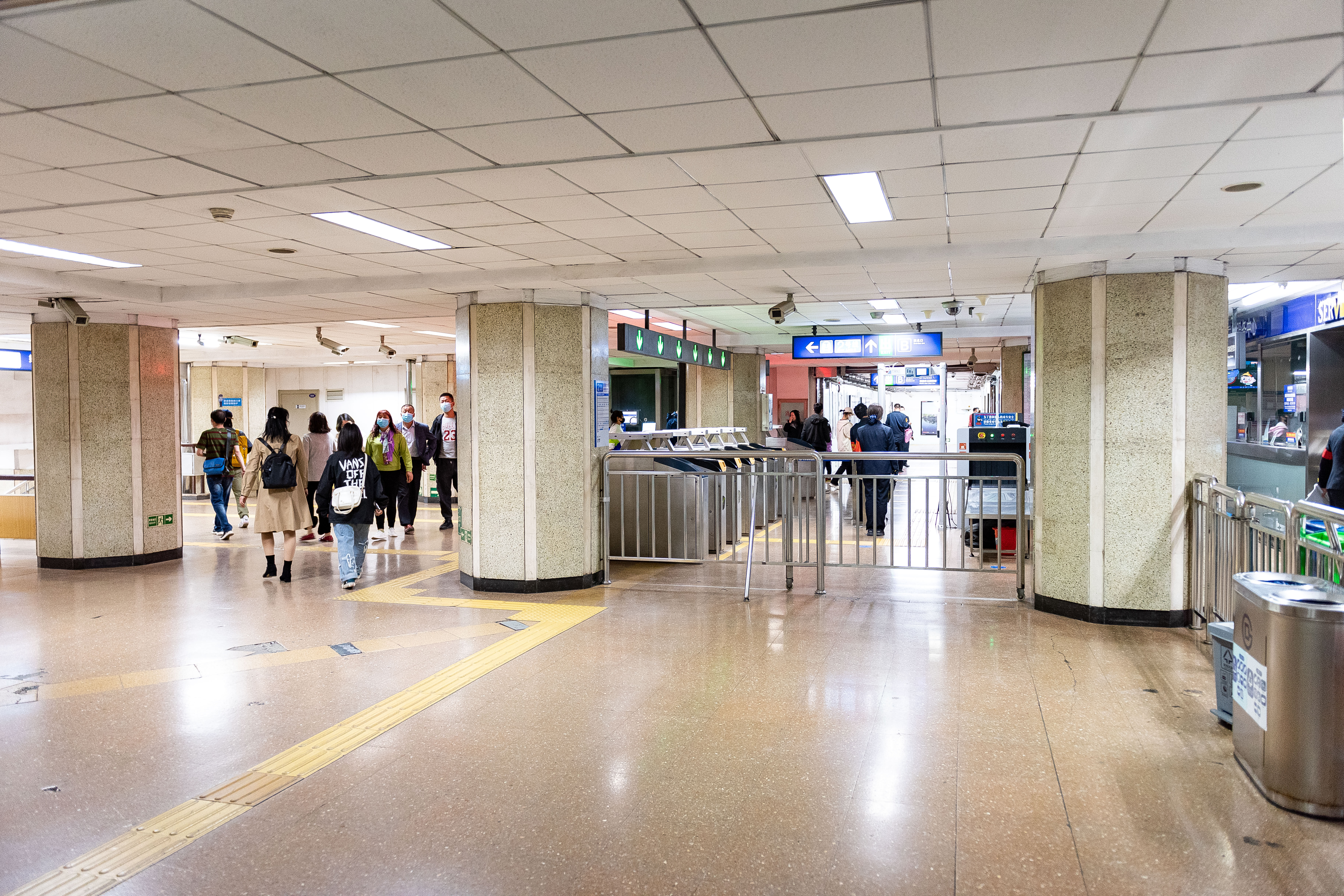
鼓楼大街站2号线站厅（2021年5月摄）
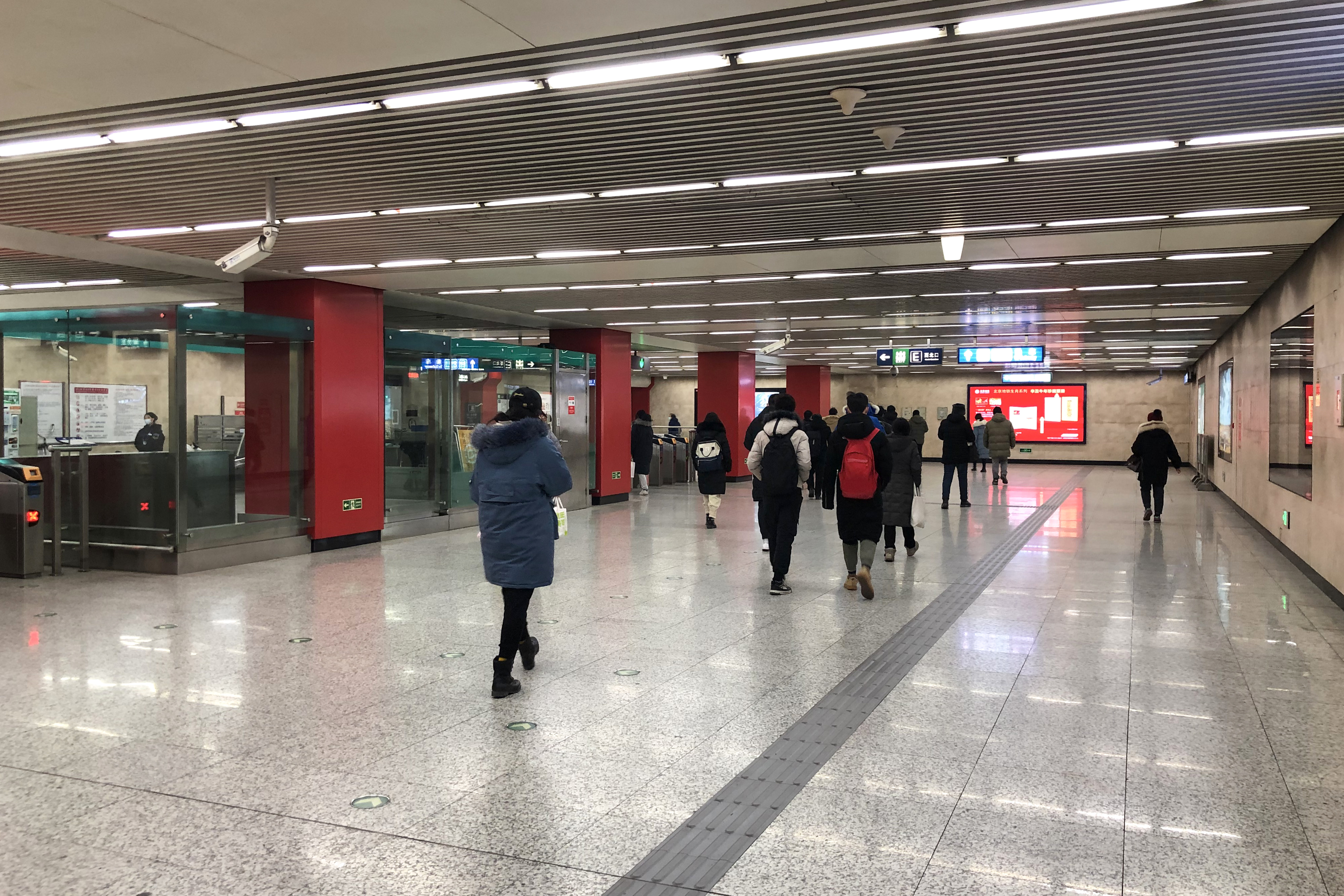
鼓楼大街站地下换乘厅（2021年1月摄）
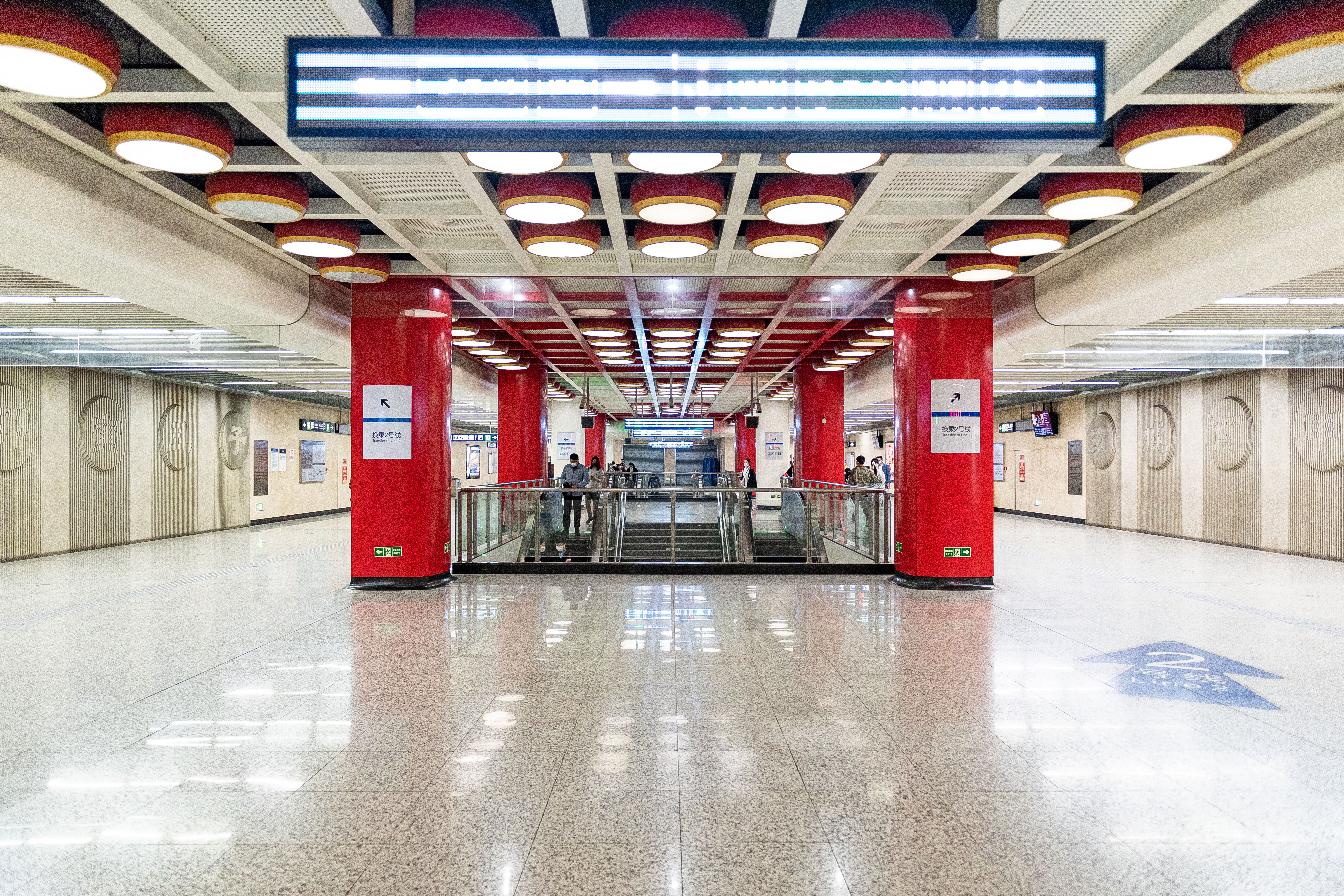
8号线车站站厅（2021年5月摄）

## 出入口
最初2号线鼓楼大街站共有2个出入口：A（東北）、B（西南），位于鼓楼桥两个对角。为配合地铁8号线与2号线鼓楼大街站换乘改造，原B出入口现已被拆除重建，原A出入口改称为B出入口，并增加了新建T型结构的西北出入口：A1、A2口。 8号线车站设有4个出入口，有E、F、G、H四个新建出入口，设置在旧鼓楼大街十字路口的南侧。其中2个由8号线单独使用，另外2个出入口（E口、F口）分别接入两个外接换乘大厅，可直接连接2号线的车站，为2号线与8号线共用的出入口。在地铁8号线开通时H出入口暂缓开放。
|                           |                            |                  |      |            |
|                           |                            |                  |      |            |
| 编号                      | 指示                       | 建议前往的目的地 | 照片 | 无障碍设施 |
| 连通 2号线站厅            |                            |                  |      |            |
| 出口 · A · 1              | 德胜门东大街               |                  |      | 不適用     |
| 出口 · A · 2              | 德胜门东大街，旧鼓楼外大街 |                  |      | 不適用     |
| 出口 · B · 轮椅升降台标志 | 安定门西大街，鼓楼外大街   |                  |      |            |
| 连通 8号线站厅            |                            |                  |      |            |
| 出口 · E                  | 德胜门东大街，旧鼓楼大街   |                  |      | 不適用     |
| 出口 · F                  | 安定门西大街               |                  |      | 不適用     |
| 出口 · G · 轮椅升降台标志 | 旧鼓楼大街                 |                  |      |            |
| 註： 設有輪椅升降台       |                            |                  |      |            |

## 装饰
8号线车站装饰色为红色，采用仿照鼓的圆形灯饰，与车站所在地鼓楼的地域特色相呼应。 8号线鼓楼大街车站装饰有名为《晨钟暮鼓》、《雕刻时光》雕刻公共艺术设计。

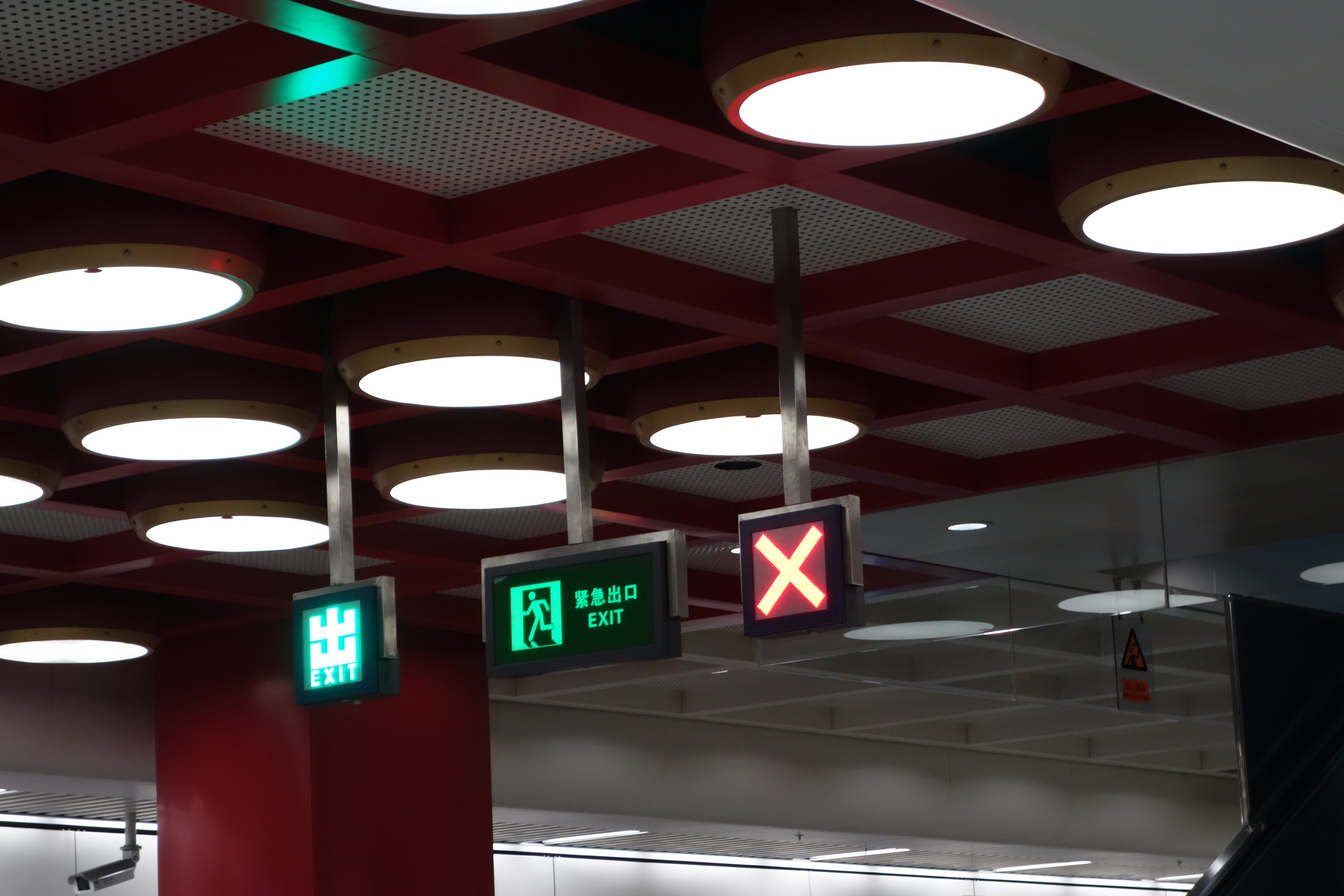
8号线鼓楼大街车站的吊顶装饰
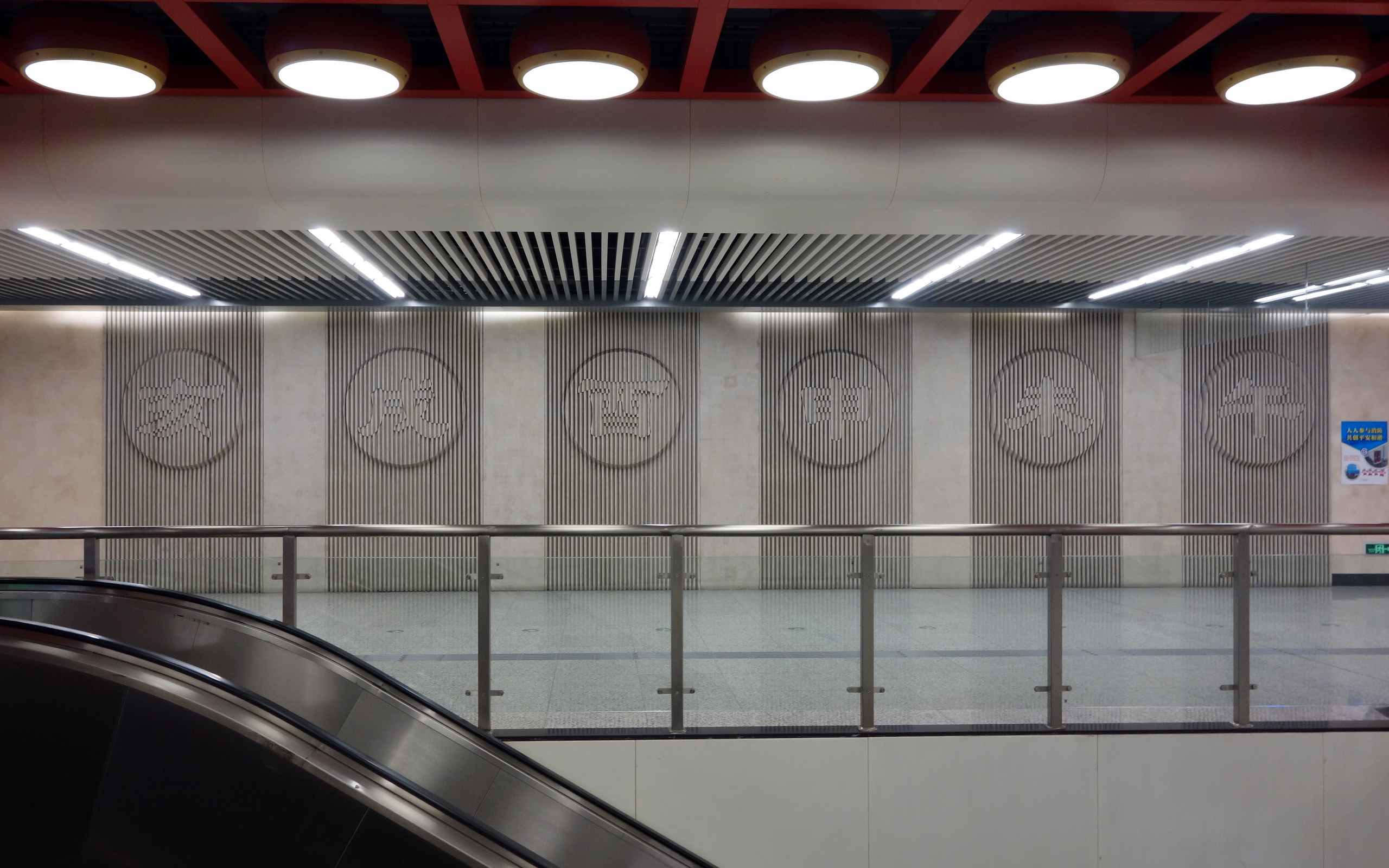
8号线车站站厅墙面名为《晨钟暮鼓》石材雕刻公共艺术设计, 以鼓为设计元素, 反映中国古代十二时辰习俗
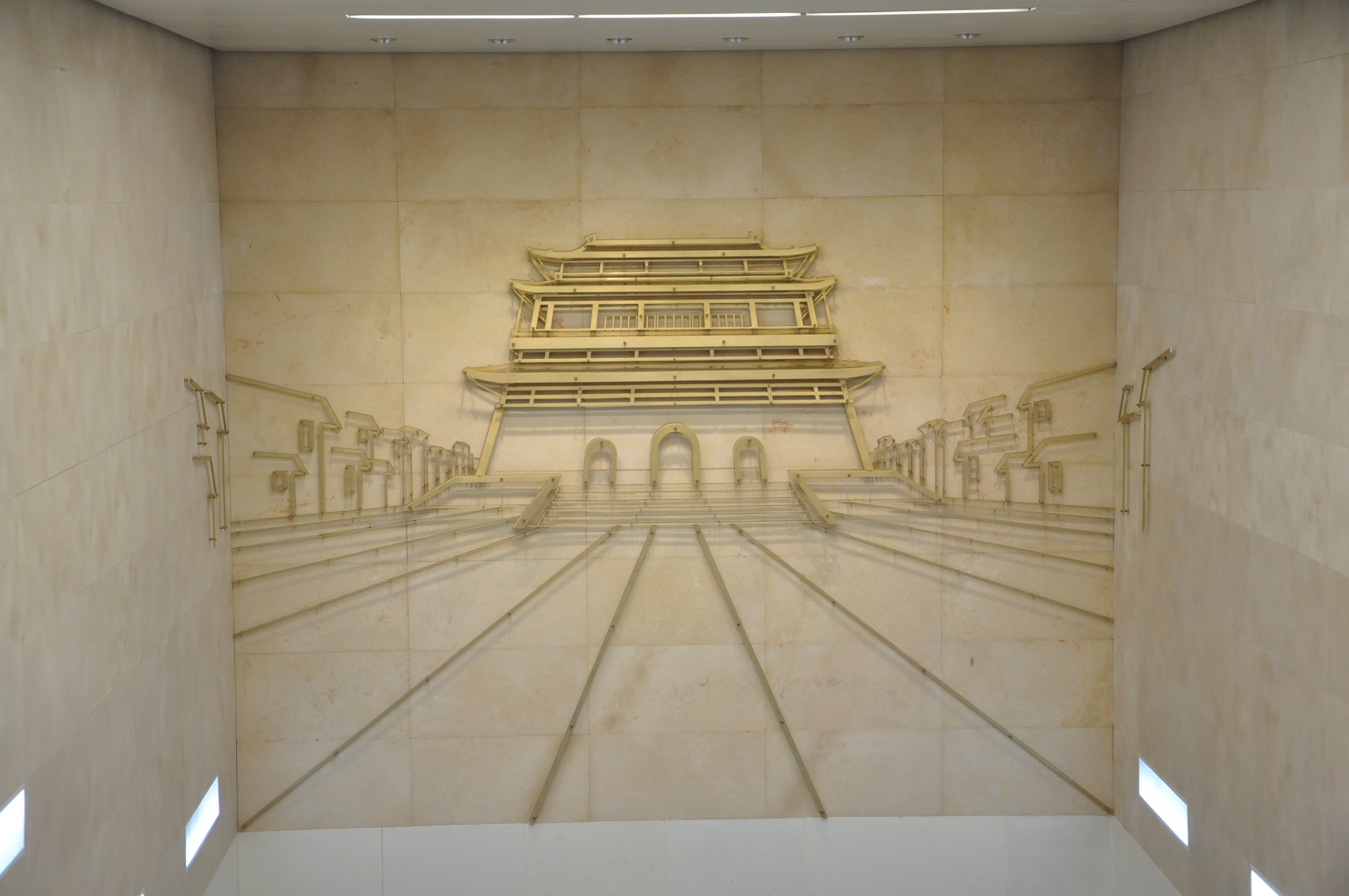
8号线车站扶梯空间内端墙上的名为《雕刻时光》浮雕公共艺术设计

## 马跃案
2010年8月23日22时45分，21岁大学生马跃在本站等候末班车時坠入轨道並撞上第三轨後被電擊身亡。